# Lewis Gilbert
Lewis Gilbert (Londen, 6 maart 1920 – Monaco, 23 februari 2018) was een Brits acteur en regisseur.

## Biografie
Gilbert begon zijn carrière als kindacteur in Dick Turpin (1934). In 1938 had hij een niet-gecrediteerde kleine rol in The Divorce of Lady X (1938), een romantische komedie met Merle Oberon en Laurence Olivier. Hij diende tijdens de Tweede Wereldoorlog bij de filmdienst van de Royal Air Force waar hij vertrouwd raakte met het draaien van documentaires.
Na de oorlog begon hij met het regisseren van documentaires. Zijn eerste film, The Little Ballerina, met Leslie Dwyer regisseerde hij in 1948. In 1954 regisseerde hij de Tweede Wereldoorlogsfilm The Sea Shall Not Have Them met Dirk Bogarde als sergeant van de Royal Air Force. Op Bogarde's talent deed Lewis meermaals een beroep, onder meer in de maritieme avonturenfilm H.M.S. Defiant (1962). Een andere bekende (Tweede wereld)oorlogsfilm van hem was Sink the Bismarck! (1960). Kenneth More, met wie Lewis eveneens herhaaldelijk samenwerkte, vertolkte de kapitein die per se de Bismarck wil doen zinken.
In 1966 gaf Lewis Michael Caine in Alfie de eerste van diens twee sterrollen onder zijn regie. Deze tragikomedie werd op het Filmfestival van Cannes bekroond met de speciale prijs van de Jury. In 1983 was Caine opnieuw te zien in de tragikomedie Educating Rita.
Vanaf 1967 regisseerde hij verscheidene James Bond-films zoals You Only Live Twice (1967), The Spy Who Loved Me (1977) en Moonraker (1979). Zijn laatste film was Before You Go (2002) met John Hannah.

## Filmografie (kleine selectie)
- The Little Ballerina, 1948
- The Sea Shall Not Have Them, 1954
- Carve Her Name with Pride, 1958
- Sink the Bismarck!, 1960
- H.M.S. Defiant, 1962
- Alfie, 1966
- You Only Live Twice, 1967
- Operation Daybreak, 1975
- The Spy Who Loved Me, 1977
- Moonraker, 1979
- Educating Rita, 1983
- Shirley Valentine, 1989

- Biblioteca Nacional de España: XX1065448
- Bibliothèque nationale de France: cb13894465g (data)
- CiNii: DA10650035
- Gemeinsame Normdatei: 136393381
- International Standard Name Identifier: 0000 0001 2138 9703
- Library of Congress Control Number: n88034568
- Nationale Bibliotheek van Tsjechië: pna2009525734
- Nationale Bibliotheek van Israël: 987007427413705171
- Nationale Bibliotheek van Polen: a0000001683334
- Nederlandse Thesaurus van Auteursnamen: 07135090X
- SNAC: w6dj8tqf
- Système universitaire de documentation: 120287927
- Virtual International Authority File: 71578041
- WorldCat: E39PBJjd8MYkCCjjB34hXJ6Yfq